# Антонов, Павел Иванович
Павел Антонов англ. Pasha Antonov (род. 1 мая 1962, Волгоград) — современный арт-фотограф, художник-портретист, а также автор текстов и интервью с выдающимися деятелями современной культуры.
Основа методологии фотографий Антонова — их полная «натуральность».
Главный концепт — отказ от работы с «фотошопом» и другими подобными компьютерными фото-редакторами.
Мастерство Антонова и универсальное «hand made» владение фототехникой делают его одним из самых известных фотопортретистов в России, Европе и США.
Среди его моделей Далай-лама XIV, Дольче и Габбана, Кельвин Кляйн, Билл Гейтс и Каролина (принцесса Монако), Фрэнк Заппа и Херби Хэнкок, Брэд Питт, Роберт де Ниро, Мерил Стрип, Изабель Юппер, Шон Пенн, Джонни Депп, Вайнона Райдер, Филипп Гласс
…
Постоянный участник галерейных проектов и журнальных арт-концептов.
Россиянин, ставший штатным фотографом медиаимперии Condé Nast Publications за всю историю её существования.

## Биография
Родился 1 мая 1962 года в Волгоградe.
В 1987 переехал в Москву, где учился в Московском Государственном Институте культуры на факультет кино-фотожурналистики.
Будучи студентом, в качестве фотографа и актёра участвовал в авангардной театральной акции «Славянский проект» польского режиссёра Ежи Гротовского и андеграундном русско-итальянском проекте «Лампочка Ильича» .
С 1989 года — штатный фотограф театральной лаборатории «Школа драматического искусства», а также личный фотограф и друг выдающегося режиссёра Анатолия Васильева, возглавляющего этот коллектив.
Снимки спектаклей Васильева приносят Антонову широкую известность сначала в СССР, а затем и в Европе. По приглашению Ингмара Бергмана Антонов покидает Россию и работает в «Шведском королевском театре», в том числе и в качестве личного фотографа уникального кино- и театрального режиссёра.
В 1996 году в Грозном по заказу телевидения Швейцарии снимает историю о Хайди Тальявини, работавшей в миссии ОБСЕ, и делает портреты лидеров чеченских террористов: Шамиля Басаева, Мовлади Удугова и Аслана Масхадова. В ходе съемок получает тяжелое ранение.
В 1998 году для звукозаписывающей компании Bohemia Music создает серию портретов известных российских джазовых исполнителей, среди которых Алексей Козлов, Игорь Бриль, Герман Лукьянов, Анатолий Герасимов, Аркадий Шилклопер, Алекс Ростоцкий, Алексей Кузнецов, Даниил Крамер.
В конце 1998 года Антонов уезжает в США (Нью-Йорк). К этому времени в портфолио Антонова — работы с режиссёрами Пиной Бауш, Петером Штайном, Питером Бруком.
В Нью-Йорке продолжает работу с джазовыми музыкантами. В его коллекции — портреты Джорджа Дюка, Джорджа Бенсона, Тани Марии, Хайрума Буллока, Ларри Корриэла, Джо Завинула, Рона Картера и др.
В 2001 году знакомится с Робертом Уилсоном и в соавторстве с ним создает ряд мультимедийных проектов в Уотермилл-Центре, снимает американские театральные работы культового режиссёра, оформляет его книги.
В 2006 году начал работать в издательстве Condé Nast Publications. Фотографии Антонова украсили сотни обложек различных изданий, включая журналы Vanity Fair, Vogue, Harpers Bazaar, Marie Claire и газету Women’s Wear Daily.
Сотрудничает с компаниями St.Ann’s warehouse, Lucky Strike, Revlon, Saatchi and Saatchi и др.

## Книги
Автор проекта: «100 портретов России» (галерея портретов выдающихся писателей, поэтов, музыкантов и политических деятелей России 90-х).
В 1999 г. издательство «Вагриус» выпустило книгу Павла Антонова «Особенности национальных политиков» о более чем 70 российских политиках, иллюстрированную фотографиями автора.
В том же году канадское издательство «Les Intouchables» переиздает книгу под названием «Heidi Chez le Soviets».
В настоящее время Павел Антонов готовит к выпуску фотоальбом, посвященный арт-фестивалю «Burning man».

## Публикации в газетах и журналах
Работы Антонова публикуются в American Theatre, Business week, Das Magazin, DNR, Das Teatre, Elle, Facts, Harpers Bazaar, Los Angeles Times, Marie Claire, New York magazine, New York Times, Playboy, Opera Music, Opera Chik, Time, Time Out New York, Time Out Moscow, Toronto Star, Tutler, Vanity Fair, Vogue, W-magzine, WWD, «Независимая газета» и др.

## Выставки
1991 год:
10x10 — групповая выставка (Цюрих)
10x10 — групповая выставка в Союзе журналистов (Москва)
1996 год:
Персональная выставка «Русские» на 1-й Международной фотобиеннале (Москва)
1997 год:
«Fashion» — персональная выставка в HHH studio
«Галерея звезд» — персональная выставка в отеле «Метрополь» (Москва)
«Русские» — выставка и презентация книги (Planet Hollywood, Москва)
1998 год:
2-я Международная фотобиеннале (Москва)
«Звезды джаза» — постоянная выставка в звукозаписывающей компании Boheme Music (Москва)
2000 год:
«Русские в Америке» (Russian Social club" NY Times) — персональная выставка портретов российских художников (Русский самовар, Нью-Йорк)
2001 год:
«Russian Madness» — выставка и инсталляция в центре Роберта Вилсона (Robert Wilson’s Watermill centre, Нью-Йорк)
«Русские в Нью-Йорке» — открытие бутика Донны Каран выставкой портретов русских художников (DKNY boutique, Soho, Нью-Йорк)
«Muses» — участие в групповой выставке (Leslie-Lohman Gallery, Нью-Йорк)
2002 год:
«Small Works» — участие в групповой выставке (MiMi Ferzt Gallery, Нью-Йорк)
«Different Russians» and «Nude» — персональная выставка (LeVall Gallery, Новосибирск)
2003 год
Выставка с Андреем Бартеневым «Нарисуй это красным» в Центре Роберта Вилсона
2006 год
Совместная выставка и инсталляция c бразильскими художниками OsGemeos в центре Роберта Вилсона (Robert Wilson’s Watermill centre, Нью-Йорк)
2008 год
Российская редакция журнала ZOOM проводит выставку «Портреты Художников» Павла Антонова в международном зале аэропорта Внуково (Москва)
На несколько лет Павел отходит от выставочной деятельности и работает для журналов мод, светской хроники, продолжает свою серию портретов художников — ищет себя и свою тему.
Разрешения на выставку фотографий звезд моды и Голливуда получить у Conde Nast publications не удается и работы существуют только в публикациях и на интернете.
2009 год
По приглашению клоуна Славы Полунина Павел попадает на арт-фестиваль, проходящий в пустыне штата Невады (США) и снимает там свой огромный проект, продолжающий, и развивающий тему портретов художников.
2011 год
Выставка «Портреты художников» в Галерее Inutero (Москва)
2011 год
«Горящий Человек» Арт-резиденция (Пермь)
2013 год
Выставка «City of Sand» в особняке Филипповых-Гончаровых Troyka Multispace в рамках MultiArt направления (Москва)
Выставка «City of Sand» в галерее «Zeppelin» (Москва)
2013 год:
Театр Роберта Уилсона в фотоработах Павла Антонова, ГЦМТ им А. А. Бахрушина (Москва)

## Коллекции
Московский дом фотографии (Россия)
Музей истории Москвы (Россия)

## Пресса о Павле Антонове
- Русская версия журнала ZOOM о Павле Антонове (недоступная ссылка)
- Профессиональный ресурс о мировой фотографии Photographer.ru о Павле Антонове Архивная копия от 1 июля 2010 на Wayback Machine
- Журнал FOTO&VIDEO о персональной выставке Антонова «Звезды в Нью-Йорке»
- Портал Джаз.ру о Павле Антонове Архивная копия от 6 мая 2010 на Wayback Machine
- Журнал Zoom о творчестве Павла Антонова
- http://www.levallgallery.com/Exhibitions/2002/PAntonov/index.html Архивная копия от 7 августа 2008 на Wayback Machine
- Павел Антонов — наш человек в Америке (недоступная ссылка)
- Светский фотограф в пустыне (недоступная ссылка)
- Русский штатный фотограф и его миражи «Burning Man»
- «Свой среди чужих, чужой среди своих», FOTO&VIDEO, декабрь 1997
- «Визитными карточками Павла Антонова являются фотографии самых знаменитых людей России», RUSSIAN BAZAAR, апрель 2000
- City of Sand (Город из Песка) 2013 Галереи Troyka Mulstispace and Zeppelin

## Публикации Павла Антонова
Павел Антонов. Неизвестный крестоносец. «Независимая газета» (12 апреля 2010). — Интервью  с Эрнстом Неизвестным. Дата обращения: 1 мая 2010. Архивировано 21 ноября 2013 года.
TimeOut — Интервью с Робертом де Ниро